# Michael dos Santos
Michael Pinto dos Santos (Birigui, 20 aprile 1983) è un pallavolista brasiliano.
Gioca nel ruolo di centrale nel VBCE.

## Carriera
Ha iniziato la sua carriera da pallavolista nel Banespa con cui è divenuto campione giovanile nello Stato di San Paulo nel 2002. Con la squadra maggiore ha vinto la Divisão Especial e il campionato Grand Prix nel 2004. Nella stagione 2004-2005 ha vinto la Superliga brasiliana.
Con la nazionale brasiliana juinores ha vinto il titolo continentale in Sud America nel 2000 e il mondiale juniores nel 2001. Con giovanile campione del Sud America (2002). Con la selezione di San Paulo, team campione brasiliano nel 2000.
Il 1º aprile 2011 nella prima partita delle semifinali maschili Superliga tra il Sada Cruzeiro e il GRER, terminata 3-2, è stato oggetto di pesanti insulti omofobi da parte della tifoseria avversaria. Al termine della gara ha pubblicamente riconosciuto di essere omosessuale. Il 9 aprile 2011, nella Gara 2 della competizione nella gara casalinga al Placido Rocha di Araçatuba, il suo club ha messo in atto una serie di azioni contro l'omofobia subita da Michael, tra cui l'esposizione in tribuna di uno striscione gigante contro la discriminazione e il pregiudizio e delle decorazioni rosa per tutto l'impianto e i tifosi. Il libero Mário Pedreira, ha invece giocato con una divisa colorata.

## Palmarès

### Nazionale (competizioni minori)
- Campionato mondiale Under-21 2003